# Стюарт, Джон, 4-й граф Атолл
Джон Стюарт, 4-й граф Атолл (англ. John Stewart, 4th Earl of Atholl; ум. 25 апреля 1579), 4-й граф Атолл (с 1542 года) — шотландский государственный деятель середины XVI века, один из лидеров консервативной партии шотландских баронов.

## Биография
Сын Джона Стюарта, 3-го графа Атолла (1507—1542) и Гризель Рэттрей, дочери Джона Рэттрея Младшего из Рэттрея (? — 1479) и Маргарет Аберкромби.
Уже со времён протестантской революции в Шотландии 1559—1560 годов граф Атолл присоединился к консервативному крылу шотландского дворянства, выступавшему за сохранение католической религии в стране. Атолл был одним из трёх дворян, которые в парламенте 1560 года голосовали против принятия протестантского символа веры и реформирования церкви в протестантском духе. После возвращения в Шотландию королевы Марии Стюарт в 1561 году Атолл вошёл в тайный совет королевы и, благодаря своей приверженности католицизму, стал одним из ближайших друзей Марии. В 1565 году Джон Стюарт был назначен королевским лейтенантом в Северной Шотландии.
Брак королевы с графом Ботвеллом ненадолго оттолкнул Атолла от Марии, однако после свержения королевы в 1567 году он присоединился к её сторонникам, выступавшим за реставрацию Марии Стюарт. Длительная борьба между правительством и «партией королевы» завершилась в 1573 году поражением последней. В период правления регента Мортона (1572—1581) Атолл находился в оппозиции. Вместе с графом Аргайлом он в 1578 году организовал заговор против регента и с помощью молодого короля Якова VI ненадолго отстранил Мортона от власти. Граф Атолл получил пост лорд-канцлера Шотландии. Однако переворот не удался: вскоре регент Мортон восстановил свою власть, допустив, правда, заговорщиков в королевский совет.
Вскоре после примирения с регентом, возвращаясь с банкета у Мортона, Атолл неожиданно заболел и 25 апреля 1579 года скончался. Некоторые его родственники, включая племянника, Уильяма Стюарта из Грандтулли, жаловались королю Якову VI, что он был отравлен регентом.

## Браки и дети
Граф Атолл был дважды женат. Его первой женой была Элизабет Гордон, дочь Джорджа Гордона, 4-го графа Хантли, и Элизабет Кейт. Дети от первого брака:
- Элизабет Стюарт, графиня Арран (ок. 1554—1590), 1-й муж — Хью Фрейзер, 5-й лорд Ловэт (ок. 1545—1577), 2-й муж — Роберт Стюарт, 1-й граф Марч (1517—1586), 3-й муж — Джеймс Стюарт, граф Арран (? — 1595).
- Барбара Стюарт, вышедшая замуж за Джона Ло

Второй супругой графа Атолла стала Маргарет Флеминг (1529—1586), дочь Малькольма Флеминга, 3-го лорда Флеминга (ок. 1494—1547), и Джанет Стюарт, вдова Роберта Грэма, барона Грэма, и Томаса Эрскина, мастера Эрскина (брат Джона Эрскина, 5-го лорда Эрскина). С Маргарет у Джеймса было три дочери и один сын:
- Джин Стюарт (? — сентябрь 1593), которая в 1574 году вышла замуж за Дункана Кэмпбелла из Гленорчи (1545—1631) и была матерью Колина Кэмпбелла из Гленорчи (ок. 1577—1640)
- Гризель Стюарт, жена Дэвида Линдси, 11-го графа Кроуфорда (ок. 1547—1607)
- Мэри Стюарт, жена Фрэнсиса Хэя, 9-го графа Эрролла (1564—1631)
- Джон Стюарт, 5-й граф Атолл (22 мая 1563 — 25 августа 1595), после смерти которого в 1595 году графство за неимением наследников мужского пола вернулось к шотландской короне.